# Pesticide Action Network
Het Pesticide Action Network (Pesticide-actienetwerk, PAN) is een netwerk van meer dan 600 niet-gouvernementele organisaties, instellingen en personen in meer dan 90 landen die zich inzetten om het gebruik van gevaarlijke bestrijdingsmiddelen te vervangen door ecologisch verantwoorde en sociaal rechtvaardige alternatieven. 
PAN is opgericht in 1982 in Maleisië, en heeft vijf regionale afdelingen, voor Afrika, Azië/Pacific, Europa, Noord- en Zuid-Amerika. Pesticide Action Network PAN Europe is actief sedert 1983, en telt 48 leden in 28 landen. Het PAN Europe kantoor is in Brussel gevestigd.

## Campagnes
PAN initieerde of ondersteunde diverse internationale campagnes, waaronder:  
- 2022: in het rapport PESTICIDE PARADISE[1][2] oordeelt het PAN dat de Europese Commissie en de lidstaten in de praktijk hun eigen pesticidenrichtlijn ondermijnen door richtlijnen aan te nemen, voorgesteld door de technische comités van de European and Mediterranean Plant Protection Organization (EPPO), waarin de industrie talrijker is vertegenwoordigd dan de overheid, en natuurbeschermingsorganisaties helemaal geen zitting hebben.
- 2011: 173 landen stemmen ermee in endosulfan toe te voegen aan de POP-verdragslijst voor uitbanning.
- 2008: op aangeven van PAN concludeert het VN-Milieuprogramma (UNEP) in haar rapport Agriculture at a Crossroads[3] dat kleinschalige, agro-ecologische landbouw de meeste kans biedt om de wereld te voeden en tegelijk cruciale ecologische hulpbronnen te beschermen.
- 2006: de Voedsel- en Landbouworganisatie van de Verenigde Naties (FAO) pleit voor een verbod op de gevaarlijkste pesticiden.
- 2001: het Verdrag van Stockholm inzake persistente organische verontreinigende stoffen (POP), met als doel de gezondheid van mens en milieu te beschermen tegen deze stoffen, die wereldwijd verpreid zijn en zich opstapelen in de voedselketen.
- 1998: het Verdrag van Rotterdam, bedoeld om de internationale regelgeving voor de handel in gevaarlijke chemische stoffen en pesticiden te verbeteren.

De Europese afdeling van PAN focust in campagnes meer bepaald op de Europese Unie, onder meer met een burgercoalitie voor een op wetenschap gestoelde verstrenging van de EU-regelgeving.